# Eksponencijalna funkcija
U matematici eksponencijalna funkcija je funkcija f(x) = ex gdje je broj e prirodna konstanta i baza prirodnih logaritama. 
Funkcija f(x) = ex je definirana unutar cijelog skupa realnih brojeva, monotono je rastuća porastom nezavisne varijable x, gdje se brzina rasta povećava kako raste x. 
Graf funkcije (slika desno) leži iznad x-osi, ali joj se asimptotski približava kako x teži prema sve manjim negativnim vrijednostima. Brzina rasta funkcije je u svakoj točki jednaka vrijednosti funkcije u toj točki. Inverzna funkcija eksponencijalne funkcije je funkcija prirodnog logaritma f(x) = ln(x) te se u starijim izvorima eksponencijalna funkcija spominje kao antilogaritamska funkcija.

## Definicija
Eksponencijalna funkcija ex može biti definirana kao niz potencija razvijenih u Taylorov red:
{\displaystyle e^{x}=\sum _{n=0}^{\infty }{x^{n} \over n!}=1+x+{x^{2} \over 2!}+{x^{3} \over 3!}+{x^{4} \over 4!}+\cdots .}
Eksponencijalna funkcija se može također izraziti i kao limes:
{\displaystyle e^{x}=\lim _{n\rightarrow \infty }\left(1+{\frac {x}{n}}\right)^{n}.}
Kako n raste, vrijednost limesa izraza se sve više približava vrijednosti ex (slika desno).
Jedinstveno svojstvo eksponencijalne funkcije može se izraziti pomoću jednakosti
{\displaystyle e^{(x+y)}=e^{x}\cdot e^{y}\,}
odnosno napisano drukčije
{\displaystyle \exp(x+y)=\exp(x)\cdot \exp(y).}

## Zanimljivosti
Očito za svaki {\displaystyle x\in \mathbb {R} } kada {\displaystyle n\rightarrow \infty } vrijedi {\displaystyle e^{\frac {x}{n}}\rightarrow 1.} 
Slično se vidi i da {\displaystyle (1+{\frac {x}{n}})\rightarrow 1.} Za dovoljno veliki {\displaystyle n} može se pokazati da postoji jedinstvena baza, broj {\displaystyle e}, s kojom se lijevi limes smanjuje jednakom brzinom kao desni, pa možemo reći da razlika ova dva (pozitivna) broja postaje zanemariva, tj. {\displaystyle e^{\frac {x}{n}}=\lim _{n\to \infty }(1+{\frac {x}{n}})} pa je zaista {\displaystyle e^{x}=\lim _{n\to \infty }(1+{\frac {x}{n}})^{n}.}
Ovaj je identitet itekako koristan u realnoj analizi pri izučavanju eksponencijalnih, ali i nekih drugih funkcija. Neka imamo primjerice funkciju {\displaystyle f(x)=a^{x},a\in \mathbb {R_{\geq 0}} .} Tada možemo pisati {\displaystyle f(x)=e^{x\ln _{a}}.} Ovo je korisno zbog važnog svojstva funkcije {\displaystyle e^{x},} a to je {\displaystyle {\frac {d}{dx}}e^{x}=e^{x}.}
S druge strane, gore razrađeni identitet je baza kompleksne analize. Defniramo kompleksnu eksponencijalnu funkciju {\displaystyle e^{ix}} stavljajući {\displaystyle x:=xi,} gdje je {\displaystyle i^{2}=-1.} Time se lako dokaže i Eulerova formula.

## Derivacija
Važnost eksponencijalne funkcije u matematici i znanosti potječe uglavnom iz svojstava njezine derivacije koja ima svojstvo da je
{\displaystyle \,{d \over dx}e^{x}=e^{x}}
što znači da je funkcija ex ujedno i svoja derivacija. Isto takvo svojstvo imaju i funkcija oblika Kex gdje je K konstanta.
Za sve funkcije takvih svojstava vrijedi da je:
- strmina, odn. nagib grafa funkcije u svakoj točki jednak vrijednosti funkcije u toj točki,
- brzina porasta funkcije za vrijednost slobodne varijable x jednaka vrijednosti funkcije u x,
- eksponencijalna funkcije rješenje diferencijalne jednadžbe y ′ = y.

Štoviše, i drugi oblici diferencijalnih jednadžbi nalaze rješenje u eksponencijalnim funkcijama uključivši Schrödingerovu jednadžbu, Laplaceovu jednadžbu te jednadžbu jednostavnog harmoničkog gibanja.

## Eksponencijalna funkcija s realnim brojem a kao bazom
Ponekad se pojam eksponencijalne funkcije koristi općenitije za funkcije oblika
{\displaystyle f(x)=a^{x}\,}
gdje baza a može biti i bilo koji pozitivni realni broj, a ne nužno broj e.
Za eksponencijalne funkcije s drugim bazama vrijedi da je
{\displaystyle {d \over dx}a^{x}=(\ln a)a^{x}.}

## Eksponencijalna funkcija u kompleksnoj ravnini
Eksponencijalna funkcija može se definirati i u kompleksnoj ravnini na nekoliko ravnopravnih načina. Neki od njih odražavaju iste izraze kao i za eksponencijalne funkcije realne varijable. Na primjer, eksponencijalna funkcija kompleksne varijable može se izraziti u obliku reda potencija gdje su realne vrijednosti zamijenjene kompleksnima:
{\displaystyle \,\!\,e^{z}=\sum _{n=0}^{\infty }{\frac {z^{n}}{n!}}}
Koristeći ovu definiciju jednostavno je pokazati da jednakost
{\displaystyle {d \over dz}e^{z}=e^{z}}
vrijedi i u kompleksnoj ravnini.
Razmatrana kao funkcija definirana u kompleksnoj ravnini, eksponencijalna funkcija zadržava svoja osnovna svojstva:
{\displaystyle \,\!\,e^{z+w}=e^{z}e^{w}}
{\displaystyle \,\!\,e^{0}=1}
{\displaystyle \,\!\,e^{z}\neq 0}
{\displaystyle \,\!\,{d \over dz}e^{z}=e^{z}}
za sve kompleksne brojeve z i w. Eksponencijalna funkcija može biti i periodička kada je funkcija imaginarnog argumenta perioda {\displaystyle 2\pi i} jer vrijedi
{\displaystyle \,\!\,e^{a+bi}=e^{a}(\cos b+i\sin b)}
i
{\displaystyle \,e^{z}=e^{x}e^{yi}=e^{x}(\cos y+i\sin y)=e^{x}\cos y+ie^{x}\sin y.}
gdje su a i b realne vrijednosti. Jednakost povezuje eksponencijalnu funkciju s trigonometrijskim funkcijama i dalje s hiperboličkim funkcijama. Štoviše, može se definirati i funkcija oblika ab, gdje su i a i b kompleksne veličine.
Pojam prirodnog logaritma se može također proširiti i na funkciju kompleksnog argumenta ln(z), gdje možemo definirati općenitije da je
{\displaystyle \,\!\,z^{w}=e^{w\ln z}}
za sve kompleksne brojeve z i w. Ovo je također višeznačna funkcija i identitet vrijedi ako se uzme u obzir višeznačnost funkcije. Naime, upravo zbog višeznačnosti funkcije općenito ne vrijedi pravilo množenja eksponenata za pozitivne realne brojeve
{\displaystyle \,\!\,(e^{z})^{w}\neq e^{\left(zw\right)}}